# Boluspor
El Boluspor es un equipo de fútbol de Turquía que juega en la TFF Primera División, la segunda liga de fútbol más importante del país.
Fue fundado en el año 1965 en la ciudad de Bolu y entre sus mayores logros están un tercer lugar de la Superliga de Turquía en 1974, la cual ha jugado en 20 ocasiones, 1 final de Copa y 2 títulos de Copa del Primer Ministro.
A nivel internacional ha participado en 1 torneo continental, en la Copa UEFA de 1974/75, donde fue eliminado en la Primera Ronda por el Dinamo Bucarest de Rumania sin tan siquiera marcar 1 gol.

## Palmarés
- Copa de Turquía: 0
  - Finalista: 1

1981
- Second League: 1

2007
- Copa del Primera Ministro: 2

1970, 1981

## Participación en competiciones de la UEFA
- Copa UEFA: 1 aparición

1975 - Primera Ronda

### Partidos en UEFA
| Temporada | Torneo    | Ronda | País    | Club             | Casa | Visita | Global |
| --------- | --------- | ----- | ------- | ---------------- | ---- | ------ | ------ |
| 1974/75   | Copa UEFA | 1     | Rumania | Dinamo Bucureşti | 0-1  | 0–3    | 0-4    |